# ムロモナブ-CD3
ムロモナブ-CD3（Muromonab-CD3、OKT3）は、臓器移植を受けた患者の急性拒絶反応を抑えるために投与される免疫抑制剤である。T細胞の表面に存在する膜タンパク質であるCD3受容体 を標的としたモノクローナル抗体であり、ヒトで初めて臨床使用が認められたモノクローナル抗体である。医療技術の進歩による拒絶反応の減少などの理由により、販売を終了した。

## 開発
ムロモナブ-CD3は、1986年に米国食品医薬品局（FDA）から承認され、ヒト用医薬品として世界で初めて承認されたモノクローナル抗体となった。欧州では、欧州連合（EU）における欧州医薬品庁（EMEA）の一元的な承認システムの前身である指令8722EWGに基づいて承認された最初の医薬品であった。このプロセスは、欧州医薬品委員会（Committee for Proprietary Medicinal Products : CPMP、現CHMP）による評価と、それに続く各国の保健機関による承認を含んでおり、例えばドイツでは1988年にフランクフルトのパウル・エールリヒ研究所が承認している。しかし、ムロモナブ-CD3は、多数の副作用、より忍容性の高い代替品の上市、使用量の減少などを理由に、2010年にメーカーが米国市場から自主的に撤退した。日本でも2012年3月に経過措置が終了（終売）した。

## 効能・効果
- 腎移植後の急性拒絶反応の治療[9]

米国では、同種間腎移植、心臓移植、肝移植における糖質コルチコイド抵抗性の急性拒絶反応の治療薬として承認されていた。 モノクローナル抗体であるバシリキシマブやダクリズマブとは異なり、移植拒絶反応の予防には承認されていなかったが、1996年のレビューでは拒絶反応予防に対する安全性が確認された。
また、急性T細胞リンパ芽球性白血病の治療薬としても検討されている。

## 薬物動態と化学的特徴
T細胞は、主にT細胞受容体（TCR）を介して抗原を認識する:160。CD3は、TCR複合体を構成するタンパク質の1つであり:166、T細胞が増殖して抗原を攻撃するためのシグナルを伝達する:160。
ムロモナブ-CD3は、ハイブリドーマ技術を用いて作製されたマウスモノクローナルIgG2a抗体である。血中を循環するT細胞の表面にあるT細胞受容体-CD3複合体（特にCD3ε鎖）に結合し、最初は活性化するが、その後、TCR複合体を細胞表面から除去しT細胞のアポトーシスを誘導する。これにより、移植をT細胞から守ることができる。 移植導入時に投与する場合は、その後も毎日、最大7日間投与する。
同じ作用機序で開発されている新しいモノクローナル抗体として、オテリキシズマブ（別名：TRX4）、テプリズマブ（別名：hOKT3γ1(Ala-Ala)）、ビシリズマブ（仮称：Nuvion）が挙げられる。

## 副作用
特に初回の注入時には、ムロモナブ-CD3がCD3に結合することでT細胞が活性化され、腫瘍壊死因子やインターフェロンγなどのサイトカインが放出される可能性がある。このサイトカイン放出症候群（CRS）には、皮膚反応、疲労、発熱、悪寒、筋肉痛、頭痛、吐気、下痢などの副作用があり、無呼吸、心停止、急性肺水腫などの生命を脅かす状態になる可能性がある。CRSのリスクを最小限に抑え、患者が経験するその他の副作用を相殺するために、糖質コルチコイド（メチルプレドニゾロンなど）、アセトアミノフェン、ジフェンヒドラミンを点滴の前に投与する。
“その他の副作用”として、白血球減少症の他、免疫抑制療法に特有の重症感染症や悪性腫瘍のリスクが高くなる。また、無菌性髄膜炎や脳症などの神経系の副作用も認められている。これらもT細胞の活性化が原因である可能性がある。
繰り返し使用すると患者に抗マウス抗体が形成されて、薬剤の無効化が促進されることでタキフィラキシー（効果の減弱）を起こすことがあるだけでなく、マウスタンパク質に対するアナフィラキシー反応 を起こすことがあり、CRSとの区別が困難な場合がある。

## 禁忌
特別な場合を除いて、マウスのタンパク質に対するアレルギーのある患者や、非代償性心不全、未治療の動脈性高血圧症、てんかんの患者には禁忌である。また、妊娠中および授乳中の使用は避けるべきである。

## 語源
ムロモナブ-CD3は、WHOのモノクローナル抗体の命名規則が施行される前に開発されたため、その名称は規則に従っていない。「マウスの（murine）モノクローナル抗体（monoclonal antibody）CD3標的（targeting CD3）」を縮めたものである。

## 参考資料
1. ↑  “Individualized T cell monitored administration of ATG versus OKT3 in steroid-resistant kidney graft rejection”. Clinical Transplantation 17 (1):  69–74. (February 2003). doi:10.1034/j.1399-0012.2003.02105.x. PMID 12588325.
2. 1 2 3 4 5 6  Mutschler, Ernst; Gerd Geisslinger; Heyo K. Kroemer; Monika Schäfer-Korting (2001) (ドイツ語). Arzneimittelwirkungen (8 ed.). Stuttgart: Wissenschaftliche Verlagsgesellschaft. p. 937. ISBN 3-8047-1763-2
3. ↑  “muromonab-CD3”. Guide to Pharmacology.   IUPHAR/BPS. 2015年8月21日閲覧。
4. ↑  法人版, 日経バイオテクONLINE. “国内初の抗体医薬「オルソクローンOKT3」、製造販売を終了へ”. 日経バイオテクONLINE 法人版：日経BP Pharma Business. 2021年5月7日閲覧。
5. 1 2  “経過措置医薬品告示情報｜情報で医療をささえる　データインデックス株式会社”. www.data-index.co.jp. 2021年5月7日閲覧。
6. 1 2  Smith, S. L. (1996). “Ten years of Orthoclone OKT3 (muromonab-CD3): a review”. Journal of Transplant Coordination 6 (3):  109–119; quiz 119–1. doi:10.7182/prtr.1.6.3.8145l3u185493182. PMID 9188368.
7. ↑  Abdi, Reza; Spencer Martin; Steven Gabardi (2009). “Immunosuppressive Strategies in Human Renal Transplantation – Induction Therapy”. Nephrology Rounds 7 (4) 2012年11月11日閲覧。.[リンク切れ]
8. ↑  Mahmud, Nadim; Dusko Klipa; Nasimul Ahsan (2010). “Antibody immunosuppressive therapy in solid-organ transplant Part 1”. mAbs 2 (2):  148–156. doi:10.4161/mabs.2.2.11159. PMC 2840233. PMID 20150766.
9. ↑  “国立医薬品食品衛生研究所 生物薬品部”. www.nihs.go.jp. 2021年5月7日閲覧。
10. 1 2 3 4 5  “Orthoclone OKT3”. Professional Drug Information.   Drugs.com. 2010年1月3日閲覧。
11. ↑  “Therapy with OKT3 monoclonal antibody in refractory T cell acute lymphoblastic leukemia induces interleukin-2 responsiveness”. Leukemia 9 (3):  382–90. (March 1995). PMID 7885036.
12. 1 2 3  Rich, Robert (2013). Clinical immunology : principles and practice (4th ed.). London: Elsevier. ISBN 978-0-7234-3710-9. OCLC 823736017
13. ↑  Sgro, C. (1995-12-20). “Side-effects of a monoclonal antibody, muromonab CD3/orthoclone OKT3: bibliographic review” (英語). Toxicology. Immunotoxicology Papers presented at the Third Summer School in Immunotoxicology 105 (1):  23–29. doi:10.1016/0300-483X(95)03123-W. ISSN 0300-483X. PMID 8638282.
14. 1 2 3  Bhorade, S. M.; Stern, E. (2009-01-15). “Immunosuppression for Lung Transplantation”. Proceedings of the American Thoracic Society 6 (1):  47–53. doi:10.1513/pats.200808-096go. ISSN 1546-3222. PMID 19131530.
15. ↑  Benekli, M.; Hahn, T.; Williams, B. T.; Cooper, M.; Roy, H. N.; Wallace, P.; Stewart, C.; Bambach, B. et al. (September 2006). “Muromonab-CD3 (Orthoclone OKT3 ® ), methylprednisolone and cyclosporine for acute graft-versus-host disease prophylaxis in allogeneic bone marrow transplantation” (英語). Bone Marrow Transplantation 38 (5):  365–370. doi:10.1038/sj.bmt.1705450. ISSN 1476-5365. PMID 16862164.
16. ↑  Abramowicz, D.; Schandene, L.; Goldman, M.; Crusiaux, A.; Vereerstraeten, P.; De Pauw, L.; Wybran, J.; Kinnaert, P. et al. (1989). “Release of tumor necrosis factor, interleukin-2, and gamma-interferon in serum after injection of OKT3 monoclonal antibody in kidney transplant recipients”. Transplantation 47 (4):  606–608. doi:10.1097/00007890-198904000-00008. PMID 2523100.